# Bob Boozer
Robert Louis "Bob" Boozer (nacido el 26 de abril de 1937 en Omaha, Nebraska y fallecido el 19 de mayo de 2012) fue un jugador de baloncesto estadounidense que jugó durante 11 temporadas en la NBA. con 2,03 metros de altura, jugaba de alero.

## Trayectoria deportiva

### Universidad
Durante los tres años que jugó con los Wildcats de la Universidad de Kansas State, Boozer fue nombrado en dos ocasiones All-American, y su equipo ganó 62 de 77 partidos, siendo en dos ocasiones campeones de conferencia. Con él en sus filas, Kansas State alcanzó el número uno del ranking nacional en 1959, cayendo en la Final Four ante los Cincinnati Bearcats de Oscar Robertson. Promedió en toda su carrera 21,6 puntos por partido, graduándose como máximo anotador de la historia de su universidad hasta ese momento.

### Profesional
Fue elegido en el primer puesto del Draft de la NBA de 1959 por Cincinnati Royals, pero no dio el salto a la liga profesional hasta el año siguiente, debido a que quería jugar con la Selección de baloncesto de Estados Unidos los Juegos Olímpicos de Roma 1960, donde fueron medalla de oro. Durante ese año jugó en un equipo de una liga amateur, los Peoria Caterpillars, ganando la liga y siendo elegido MVP del torneo.
Tras las Olimpiadas se unió finalmente a los Royals junto a su compañero de selección Oscar Robertson. Mientras este último inició suy participación en la liga de forma arrasadora, promediando casi un triple-doble, Boozer lo hizo de forma mucho más modesta, con tan solo 8,4 puntos y 6,2 rebotes jugando de reserva. Pero sus estadísticas mejoraron los dos años siguientes, pero la irrupción del futuro miembro del Basketball Hall of Fame, el también alero Jerry Lucas, lo llevó a un segundo plano. A mediados de la temporada 1963-64 los New York Knicks compraron su contrato, y allí jugó durante temporada y media. A pesar de ser un jugador productivo para los Knicks, acabó traspasado de nuevo, esta vez a Los Angeles Lakers.
Tras una temporada en Los Ángeles, donde coincidió con figuras de la talla de Jerry West y Elgin Baylor, fue elegido en el draft de expansión de 1966 por Chicago Bulls. Fue allí donde hizo los mejores números de su carrera, llegando a promediar 21,5 puntos por partido en 1968, lo que le valió para ser elegido para el All-Star Game de ese año. Tras 3 temporadas en Chicago fue a parar a Seattle Supersonics, donde mantuvo un buen nivel de juego en la temporada que jugó allí, finalizando su carrera en Milwaukee Bucks, donde consiguió su único anillo de campeón de la NBA al lado de Oscar Robertson y de Lew Alcindor.
En sus 11 temporadas en la NBA promedió 14,8 puntos y 8,1 rebotes por partido.

## Estadísticas de su carrera en la NBA
|  | Denota temporadas en las que fue Campeón de la NBA |

### Temporada regular
| Año     | Equipo      | PJ  | MPP  | %TC  | %TL  | RPP  | APP | PPP  |
| ------- | ----------- | --- | ---- | ---- | ---- | ---- | --- | ---- |
| 1960–61 | Cincinnati  | 79  | 19.9 | .415 | .672 | 6.2  | 1.4 | 8.4  |
| 1961–62 | Cincinnati  | 79  | 31.5 | .438 | .707 | 10.2 | 1.6 | 13.7 |
| 1962–63 | Cincinnati  | 79  | 31.5 | .444 | .714 | 11.1 | 1.3 | 14.3 |
| 1963-64 | Cincinnati  | 32  | 22.7 | .416 | .622 | 5.6  | 1.0 | 11.0 |
| 1963-64 | New York    | 49  | 33.7 | .432 | .770 | 7.6  | 1.3 | 17.5 |
| 1964–65 | New York    | 80  | 26.7 | .440 | .779 | 7.6  | 1.4 | 14.2 |
| 1965–66 | L.A. Lakers | 78  | 23.7 | .484 | .779 | 7.0  | 1.1 | 12.2 |
| 1966–67 | Chicago     | 80  | 30.6 | .487 | .781 | 8.5  | 1.1 | 18.0 |
| 1967–68 | Chicago     | 77  | 38.8 | .492 | .768 | 9.8  | 1.6 | 21.5 |
| 1968–69 | Chicago     | 79  | 36.4 | .481 | .806 | 7.8  | 2.0 | 21.7 |
| 1969–70 | Seattle     | 82  | 31.1 | .491 | .822 | 8.7  | 1.3 | 15.2 |
| 1970–71 | Milwaukee   | 80  | 22.2 | .450 | .818 | 5.4  | 1.6 | 9.1  |
| Total   | Total       | 874 | 29.2 | .462 | .761 | 8.1  | 1.4 | 14.8 |

### Playoffs
| Año   | Equipo      | PJ | MPP  | %TC  | %TL  | RPP  | APP | PPP  |
| ----- | ----------- | -- | ---- | ---- | ---- | ---- | --- | ---- |
| 1962  | Cincinnati  | 4  | 35.8 | .561 | .750 | 10.5 | 0.8 | 18.3 |
| 1963  | Cincinnati  | 12 | 31.8 | .413 | .714 | 8.0  | 1.5 | 13.3 |
| 1966  | L.A. Lakers | 10 | 18.1 | .400 | .750 | 5.0  | 0.7 | 6.7  |
| 1967  | Chicago     | 3  | 35.0 | .632 | .786 | 11.7 | 0.3 | 19.7 |
| 1968  | Chicago     | 5  | 38.0 | .452 | .737 | 8.8  | 2.4 | 18.8 |
| 1971  | Milwaukee   | 14 | 20.2 | .482 | .759 | 5.3  | 1.2 | 7.4  |
| Total | Total       | 48 | 26.7 | .467 | .739 | 7.1  | 1.2 | 11.6 |

## Logros personales y distinciones
- Campeón de la NBA en 1971.
- Campeón Olímpico en Roma 1960.
- All Star de la NBA en 1968.
- Miembro del Kansas Sports Hall of Fame.
- En Omaha, su ciudad natal, hay una calle con su nombre en su honor, Bob Boozer Drive.